# Ніколай Гранжан
Ніколай Гранжан (дан. Nikolaj Grandjean; нар. 1973) — данський співак, автор пісень та продюсер.

## Біографія
Ніколай Гранжан народився у 1973 році в місті Копенгаген, Данія. Ще дитиною виявивши в себе музичний талант, він складав пісеньки для днів народження. В ранньому віці він навчився грати на барабанах та писав реп-тексти, а у підлітковому віці навчився грати на гітарі. При цьому він одразу ж почав писати та грати власні пісні, на відміну від однолітків, що вчилися грати загальновідомі.
На початку своєї кар'єри Гранжан грав у багатьох рок-групах, ніколи не відчуваючи радості від того, що написання пісень доводилося ділити ще із кимось. У співпраці із данською співачкою Танею Тулау (Tanja Thulau) та продюсером Пером Вібсковим (Per Vibskov) ним було підписано контракт із Sony. Створення альбому зайняло 3 роки, після чого він був залишений лейблом.
Гранжан зайнявся написанням пісень для різноманітних данських груп, що входили в 10-ку найкращих у країні, в результаті чого на початку тисячоліття його було номіновано на данську премію Греммі як Найкращого автора пісень. Спільно з Танею Тулау (Tanja Thulau) та молодими талановитими джазовими музикантами він формує групу Luke із достатньо мрійливим електронним звуком. Як автор пісень, гітарист та ко-вокаліст, Гранжан багато працює. Luke видає три альбоми, ‘Luke’ (2003), ‘Nurse and Amaze’ (2005) та ‘Guaratiba’ (2006), за що у 2003 році отримує ще одну номінацію на премію Греммі як Найкращий новий виконавець Данії.
Під час запису одного з альбомів групи Luke в горах Бразилії, Гранжан призвичаївся у користуванні апаратурою звукозапису. Разом із другом дитинства, оперним співаком та популярним телеперсонажем Міккелем Ломборгом (Mikkel Lomborg) у подальшому він вирішує самостійно записувати пісні, тепер вже як співак. Цей творчий союз означав радикальну зміну в його житті та кар'єрі. За підтримки представника компанії звукозапису, діджея, продюсера та музиканта Кеннета Бейгера (Kenneth Bager), у 2008 році вийшов його дебютний сольний альбом «Carrying stars». Деякий час Гранжан гастролював по світу, виступивши більше ста разів на великих і маленьких концертних майданчиках, в тому числі у супроводі Данського національного жіночого хору (Danish National Radios Girlschoir [Архівовано 26 липня 2014 у Wayback Machine.]).
Декілька його пісень було використано у фільмах і телесеріалах. У 2011 році він написав музику до швейцарсько-італійського фільму «Літні ігри» («Summer Games» (2011) [Архівовано 27 травня 2015 у Wayback Machine.]). Його пісня «Shift to reverse» (2008) була використана в серії другого сезону серіалу «Дім брехні» («House of lies» [Архівовано 27 травня 2015 у Wayback Machine.], 2012).. Пісня «Heroes and Saints» (2008) була використана в бразильському телесеріалі Прожити життя («Viver a vida», 2009), що принесло йому достатньо багато уваги в країнах, які говорять португальською мовою.
Спільно з другом Міккелем Ломборгом (Mikkel Lomborg) Гранжан також записав та спродюсував альбом розважально-навчальних дитячих пісень, що у подальшому став платиновим.
У 2013 році він розпочав співпрацю із данським репером і продюсером, професійно відомим як Machacha над експериментальним проектом ‘Dobbeltsyn’. Їхній перший спільний альбом запланований до виходу у 2014 році.
У 2013 році німецька компанія звукозапису Embassy of Music [Архівовано 23 липня 2014 у Wayback Machine.] підписала з Гранжаном контракт. Його новий альбом 'Together' вийшов 2 травня 2014 року.

## Дискографія
- 2008 — «Carrying stars» (як n*grandjean)
- 2009 — «Love Rocks EP» (як n*grandjean)
- 2009 — «Wake Up EP» (як n*grandjean)
- 2010 — «Skæg med Bogstaver»
- 2011 — «Fairly young» (як n*grandjean)
- 2012 — «Rivers and oceans» (як n*grandjean)
- 2014 — «Together» (як Grandjean)

## Номінації
- 2000 — Данська премія Греммі як Найкращому автору пісень[18]
- 2003 — Данська премія Греммі як Найкращому новому виконавцю Данії (в складі групи Luke)[4]